# دار رشيد عالي الكيلاني
بيت رشيد عالي الكيلاني هو مسكن رئيس الوزراء والضابط والسياسي العراقي رشيد عالي الكيلاني المتوفى سنة 1965م، أقام الكيلاني اجتماعات سياسية في بيته، ثم صار البيت من معالم مدينة بغداد وفي 4 كانون الثاني سنة 1928، اُتخذتْ الدار مقرّاً لمدرسة المفوَّضين وظلتْ هناك 7 أشهر ثم نُقلتْ إلى البتاوين، وفي النصف الثاني من عقد الستينات، جُعلَ البيت روضة للأطفال ومدرسةً إبتدائية بمبادرة من وداد بنت رشيد عالي الكيلاني، وأصبحت هي أولَ مديرة للمدرسة التي سُمّيتْ "مدارس مايس الأهلية الابتدائية المختلطة"، وفي أواخر عقد السبعينات، اشترت أمانة بغداد بيتَ رشيد عالي الكيلاني، وجعلته بنايةً تراثية مشتملة على متحف، سُمّيَ متحف ثورة مايس 1941. وظلّ البيت شاغراً مدة طويلة وحينئذٍ كان فيه حارسٌ من دائرة السياحة، وفي شهر آب سنة 2011، اعلنت دائرة التراث عن نيّتها تحويل البيت إلى متحف، وفي 14 تشرين الثاني سنة 2011م، عملت وزارة السياحة على إصلاح البيت تمهيداً لمشروع بغداد عاصمة الثقافة العربية سنة 2013، ثم اُتخذَ داراً للفرقة السمفونية العراقية ابتداء من 16 تموز سنة 2019م، حتى يوم 14 أيلول سنة 2020، يتبع البيتُ دائرةَ التراث التابعة لوزارة الثقافة العراقية، التي تَعدُّ البيتَ من أشهر معالم بغداد التراثية. كانت الدار في منطقة الشماسية مطلّة على نهر دجلة، ذات هواء نقي، وخضرة البساتين المحيطة، التي تحول كثير منها إلى مساكن متزاحمة.

## موقعه
في شمال بغداد، قضاء الأعظمية، مقاطعة راغبة خاتون رقم 22، منطقة الشَمّاسية، محلة 318، زقاق 32، رقم الدار 31، في شارع رشيد عالي الكيلاني، الذي كان اسمه السابق شارع الصليخ. وقريب من بيت رشيد عالي، تقع ثانوية كلية بغداد وبجانبها كنيسة الحكمة الإلهية، ثم بيت رشيد عالي قريب من بيت حكمت سليمان جنوباً، وبيت صالح مهدي عماش شمالاً.

## المعمار
قصر مربع الشكل، مساحته 3675 م2، تحيط به حديقة داخلية من أربع جوانبه، كانت المشاتل والبساتين كثيفة الخضرة عن شرق القصر، وشاطئ دجلة من الغرب مقابلاً لواجهة البيت، وكان بعض تلك البساتين مُلكاً لرشيد عالي الكيلاني، ثم باعها الورثة.

## تواريخ
كانت الدار ملكاً لمراد بك بن سليمان فائق، أخي حكمت بك سليمان فائق، هدمت هذه الدار بعد زواج رشيد عالي الكيلاني من كبرى بنات مراد بك، وقام مقامها قصر الكيلاني الحالي.
بُنيَ الطابق الأرضي من البيت سنة 1343هـ/1925م، وبعد 5 سنوات بُنيَ الطابق الأول سنة 1348هـ/1930م، إذ لم يعد الطابق الأرضي كافياً، ثم أُضيف إلى الطابق الأرضي ملحقٌ خدمي سنة 1353هـ/،1935، ظلّ رشيد وعائلته يسكنون البيت حتى سنة 1941، حين نُفيَ رشيد إلى خارج العراق، فاتخذ البيتَ السفارةُ البريطانية حتى سنة 1377هـ/1958م، حين حدثت ثورة 14 تموز، وعاد رشيد عالي إلى بيته بضع سنين، ثم في النصف الثاني من عقد الستينات، اتخذته ابنته وِداد رشيد عالي الكيلاني وجعلتهُ روضة ومدرسة أهلية سمتها (مدارس مايس الأهلية)، وبقيت المدرسة حتى عام 1979، وفي أواخر عقد السبعينات، اشترت أمانة بغداد بيتَ رشيد عالي الكيلاني، وجعلته بنايةً تراثية مشتملة على متحف، سُمّيَ متحف ثورة مايس 1941.